# تانک اصلی میدان نبرد

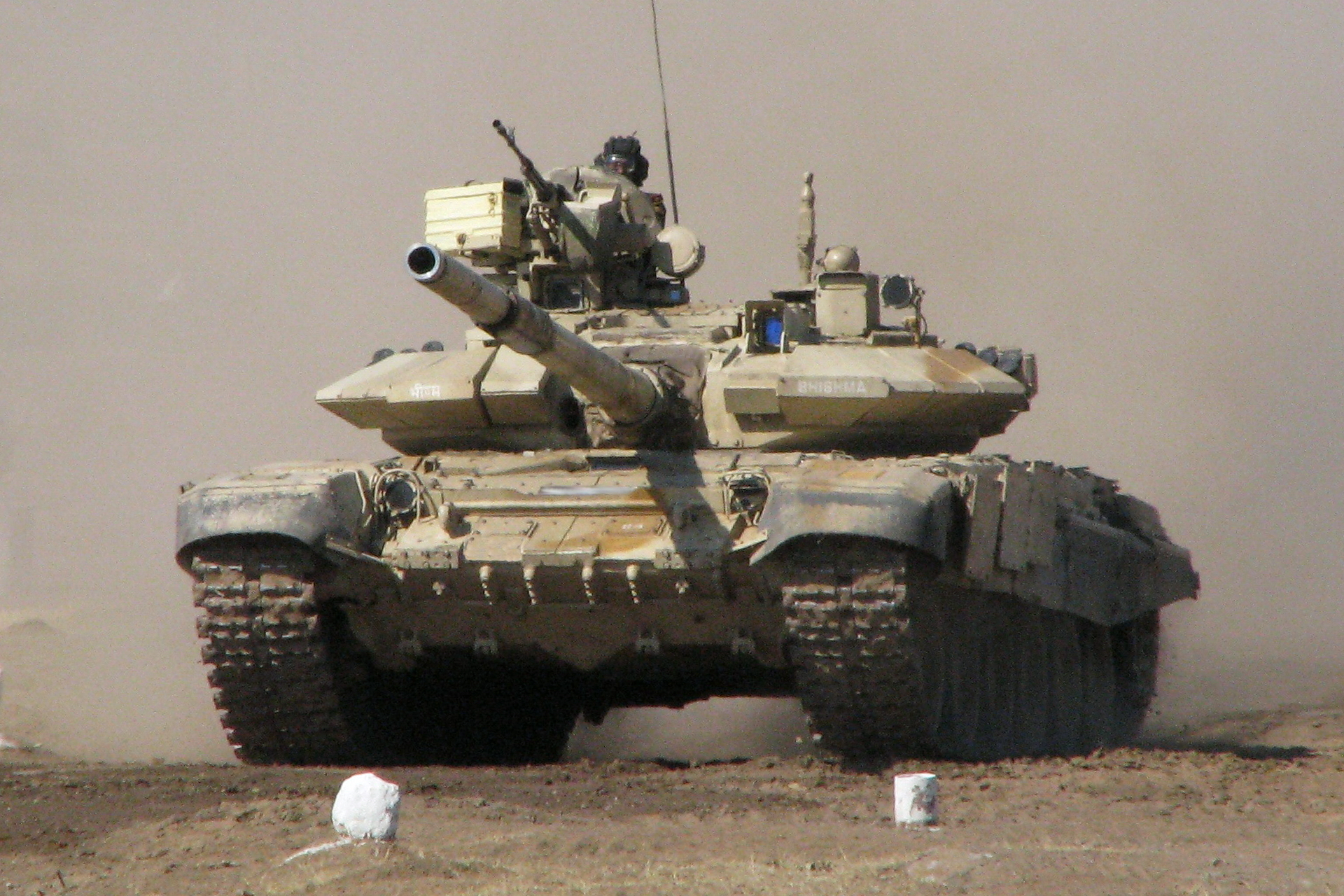
تانک تی-۹۰ متعلق به ارتش هند

تانک اصلی میدان نبرد به تانکی گفته می‌شود که در مقایسه با دیگر خودروهای زرهی، بازیگردان اصلی صحنه نبرد زمینی است و اعمال آتش مستقیم به نیروهای دشمن از طریق این خودرو زرهی انجام می‌شود. دوران جنگ سرد فصل پیشرفت و فراگیر شدن به‌کارگیری این‌گونه جنگ‌افزار در میان ارتش‌های جهان بود.
در دوران جنگ سرد، توسعه موتورهای قدرتمندتر، سیستم‌های تعلیق بهتر و زره‌های کامپوزیتی سبک‌تر، امکان طراحی تانکی را فراهم کرد که قدرت آتش تانک‌های فوق‌سنگین، حفاظت زرهی تانک‌های سنگین و تحرک تانک‌های سبک را داشت. امروزه تانک‌های اصلی نبرد جزء کلیدی ارتش‌های مدرن می‌باشند. این تانک‌ها به ندرت به تنهایی عمل می‌کنند، زیرا آنها در یگان‌های زرهی سازماندهی شده‌اند و شامل پشتیبانی پیاده‌نظام و خودروهای زرهی می‌باشند. تانک‌های اصلی میدان نبرد همچنین اغلب توسط هواپیماهای نظارتی یا جنگنده‌های حمله زمینی پشتیبانی می‌شوند. میانگین وزن این تانک‌ها از کشوری به کشور دیگر متفاوت است، ولی تانک‌های نبرد ساخت کشورهای غربی اغلب سنگین‌تر از تانک‌های نبرد روسی یا چینی می‌باشد.